# 孟王國
孟王國是對孟族在歷史上建立過的一系列政權的稱呼。在歷史上，孟族曾在一千二百餘年期間建立過數個國家。
有史可考的第一個孟族國家是陀羅缽地，該國統治轄境位於今日泰國境內。目前尚無法確定這個國家是否是一個統一的王國，也有一些學者認為只是一個鬆散的城邦聯盟。約1000年左右，陀羅缽地的首都被高棉帝國攻陷，其民眾向西逃往今日下緬甸一帶，並建立新政權。在緬甸境內，孟族先後建立直通王國（9世紀–1057年）、漢達瓦底王國（勃固王朝，1287年–1539年）、復興漢達瓦底王國（後勃固王朝，1740年–1757年）三個王國，後來都被緬甸征服。